# 影 (柴咲コウの曲)
『影』（かげ）は、2006年2月15日に発売された柴咲コウの9枚目のシングル。

## 解説
- TBS系ドラマ『白夜行』の主題歌である。ドラマの原作を柴咲が読み、作品の世界観に触れた後に詞を書き上げた[1]。自身のシングルでは「かたち あるもの」以来のドラマ主題歌である。
- ASIAN KUNG-FU GENERATION『ワールドアパート』と僅差の末、オリコン2位に終わるが、売り上げはこちらのほうが少し高い。
- 徳永英明は「この曲が大好きだ」と語っている[2]。

## 収録曲
1. 影
作詞：柴咲コウ、作曲：渡辺未来、編曲：前嶋康明
2. interference
作詞：柴咲コウ、作曲：Jin Nakamura、編曲：市川淳
3. あのひとこのひと
作詞：柴咲コウ、作曲：so-to、編曲：市川淳
4. 影 (Backing Track)
作曲：渡辺未来、編曲：前嶋康明

## 楽曲の収録アルバム
影
- 『嬉々♥』
- 『Single Best』
- 『Love&Ballad Selection』
- 『歌姫プレミア-White-』 - 女性ヴォーカリストによるコンピレーションCD[3]。
- 『KO SHIBASAKI ALL TIME BEST 詩』

interference
- 『嬉々♥️』
- 『The Back Best』

### 試聴（公式）
- 影 （ミュージックビデオ） - YouTube